# Georgi Keranow
Georgi Keranow (bułg. Георги Керанов; ur. 1 kwietnia 1922 w Kołarci, zm. 16 sierpnia 1988) – bułgarski strzelec, olimpijczyk. 
Startował na igrzyskach olimpijskich w 1952 roku (Helsinki). Wystąpił tylko w strzelaniu z pistoletu szybkostrzelnego z odl. 25 m, w którym zajął 17. miejsce.
Był najmłodszym bułgarskim strzelcem startującym na igrzyskach w Helsinkach (do Helsinek pojechało sześciu bułgarskich strzelców).

## Wyniki olimpijskie
| Igrzyska | Konkurencja                        | Wynik                 | Miejsce    | Źródło |
| -------- | ---------------------------------- | --------------------- | ---------- | ------ |
| IO 1952  | Pistolet szybkostrzelny, 25 metrów | 561 punktów (278-283) | 17 (na 53) | [ 2 ]  |